# Listă de scriitori români - Z

## Scriitori români - Z
| - Zaciu, Mircea - Zamfirescu, Duiliu - Zamfirescu, George Mihail - Zamfirescu, Ion - Zarafu, Gheorghe | - Zarifopol, Paul - Zărnescu, Constantin - Zeletin, C. D. - Zegreanu, Aurel | - Zegreanu, Iustinian - Zegreanu, Octavian - Zilot Românul - Zub, Alexandru |